# Noreen Nash
Noreen Nash (nacida como Norabelle Jean Roth; Wenatchee, 4 de abril de 1924-Beverly Hills, 6 de junio de 2023) fue una actriz estadounidense de cine y televisión. Al principio de su carrera, tuvo papeles no acreditados en MGM. En 1945 apareció en The Southerner, tras lo cual interpretó sobre todo papeles protagonistas en películas de serie B de finales de los años cuarenta y cincuenta, como The Red Stallion (1947), The Checkered Coat (1948) y Phantom from Space (1953). Tras retirarse de la actuación en 1962, asistió a la universidad y se convirtió en escritora, publicando varios libros.

## Primeros años
Nash nació como Norabelle Jean Roth el 4 de abril de 1924 en Wenatchee, Washington. Sus padres eran Albert, que trabajaba en la industria de bebidas, y Gail Roth, profesora. Gail murió en 1998, a los 99 años.

## Primeros años de carrera en Hollywood
La carrera de Nash comenzó en 1942, cuando fue coronada ”Apple Blossom Queen” en su ciudad natal. Con la ayuda de Louis Shurr, agente de Bob Hope, entró en el mundo del espectáculo y, finalmente, consiguió un contrato con MGM como corista, que había rechazado inicialmente, ya que tenía previsto estudiar en la Universidad Stanford. Anteriormente había hecho pruebas para Warner Brothers, pero no la ficharon. En 1942, trabajó como modelo junto a Marilyn Monroe. Su debut en la pantalla se produjo en la película musical de 1943 Girl Crazy, protagonizada por Mickey Rooney y Judy Garland. Su contrato con MGM expiró en 1944, después de haber tenido sobre todo papeles secundarios y de haber actuado como corista.
Un artículo de prensa de 1945 informaba de que la actriz Paulette Goddard había ayudado a Nash. Goddard, decía el artículo, estaba "patrocinando la carrera de la bien formada, morena, de ojos azules y muy bella Noreen Nash". El artículo añadía que sus pruebas de pantalla en Paramount Pictures fueron "organizadas por instigación de Paulette". Como resultado, Noreen firmó un contrato a largo plazo.
En sus primeras películas, Nash no fue acreditada, pero finalmente consiguió un papel en la película de 1945 del director Jean Renoir The Southerner, en el papel de Becky Devers, la hija del granjero Henry. La película fue nominada en tres categorías en la 18.ª edición de los Premios Óscar de 1946. Durante este tiempo, cambió su apellido por el de Nash, inspirado por su padre en la película, J. Carroll Naish. Renoir y ella siguieron siendo amigos durante el resto de su vida.

## Papeles protagonistas en películas de serie B
En 1947, Nash empezó a tener papeles importantes en películas de poverty row. Interpretó a Sue, la hija del juez Roger Tanner, en la película de carrera callejera de bajo presupuesto de la Producers Releasing Corporation (PRC) The Devil on Wheels, protagonizada por Darryl Hickman. Se cree que ella y Terry Moore fueron las primeras actrices en llevar bikinis en el cine.[cita requerida]  Ese mismo año, tuvo uno de los papeles principales en The Big Fix (1947) como Ann Taylor, sobre unos jugadores que intentan amañar un partido de baloncesto. Protagonizada por Sheila Ryan y James Brown, fue la penúltima película del director James Flood antes de su muerte en 1953. Fue la protagonista de la película en Cinecolor de wéstern The Red Stallion (1947), de Eagle-Lion Films. Interpretó a la entrenadora de caballos Ellen Reynolds, con Ted Donaldson y Robert Paige como los otros actores principales.
Nash interpretó el papel de Linda en el drama de 20th Century Fox Joe E. Brown The Tender Years (1948). Estaba ambientada en el siglo XIX. Interpretó el papel de Zanetta en la película de Eagle-Lion estadounidense-mexicana de aventuras históricas Adventures of Casanova (1948). También actuaron Arturo de Córdova, Lucille Bremer y Turhan Bey. Fue elegida actriz principal de la película de cine negro de Eagle-Lion Assigned to Danger (1948), en la que interpretaba a la hermana del criminal Nip, Bonnie Powers, junto con Gene Raymond.

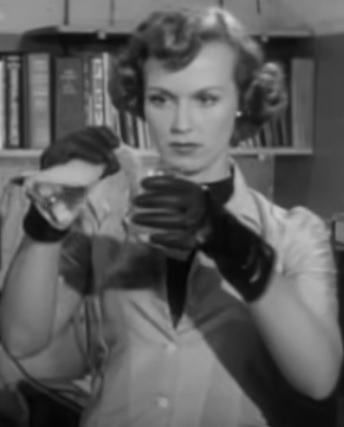
Nash en Phantom from Space (1953)

Aunque la película fue descrita por el escritor Robert Nott como una de las peores de Budd Boetticher, Nash consideraba que era "el mejor director con el que había trabajado", alabando la forma en que trabajaba con los actores en el plató. Fue la protagonista del drama de 20th Century Fox The Checkered Coat (1948), interpretando a Betty, la esposa del psiquiatra Dr. Michael Madden (interpretado por Tom Conway).
Nash interpretó al propietario de un rancho Chris Marvin en RKO Pictures Western Storm Over Wyoming (1950). La película también estaba protagonizada por Tim Holt y Richard Martin. Trabajó con ambos un par de años más tarde en el mismo género en Road Agent (1952). Interpretó a Cora Drew, hija del ranchero George Drew. Interpretó a la científica Barbara Randall en la película independiente de ciencia ficción de 1953 Phantom from Space. Una de sus películas más destacadas fue una sobre la dueña de un rancho, Giant (1956), en la que interpretó a la estrella de cine Lona Lane.

## Carrera televisiva
Algunas de las series de televisión en las que apareció Nash son Hopalong Cassidy, The Abbott and Costello Show y 77 Sunset Strip.

## Carrera posterior a la actuación
Nash se retiró de la actuación en 1962, animada por su hijo menor.  Estudió historia en la UCLA y se licenció con un título de grado de 1971. En 1980 publicó la novela By Love Fulfilled, sobre un médico del siglo 16, basada en parte en el anatomista y médico flamenco Vesalio. En 2013, publicó otro libro, titulado Agnes Sorèl, Mistress of Beauty. En 2015, ella y Jeanne Rejaunier publicaron Titans of The Muses: When Henry Miller Met Jean Renoir; había trabajado con Renoir en The Southerner, y también era amiga del novelista estadounidense Henry Miller.

## Vida personal
Nash se casó con el Dr. Lee Siegel el 12 de diciembre de 1942, en Las Vegas, tras conocerse poco más de un mes. Tuvieron dos hijos, Lee Siegel Jr., novelista y profesor de religión, y Robert James Siegel, cardiólogo.  El Dr. Siegel trabajó como director médico en el estudio cinematográfico 20th Century Fox. Murió el 7 de mayo de 1990. En 2001 se casó con el actor James Whitmore, que falleció en 2009.
El hermano de Nash, Albert, estaba casado con la hermana de la actriz Susan Hart. Según Hart, fue la belleza de Nash lo que la inspiró a convertirse también en actriz. Apoyó la campaña del demócrata Adlai Stevenson durante las elecciones presidenciales de Estados Unidos de 1952.

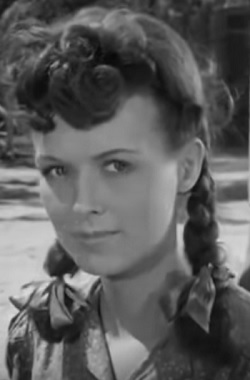

### Muerte
Nash murió en su casa en Beverly Hills, California, el 6 de junio de 2023, a los 99 años.

## Filmografía
| Año     | Título                                    | Papel                               | Director           | Notas                     |
| ------- | ----------------------------------------- | ----------------------------------- | ------------------ | ------------------------- |
| 1943    | Girl Crazy                                | Showgirl                            | Norman Taurog      | Sin acreditar             |
| 1944    | Meet the People                           | Showgirl                            | Charles Reisner    | Sin acreditar             |
| 1944    | Maisie Goes to Reno                       | Chica guapa                         | Harry Beaumont     | Sin acreditar             |
| 1944    | Bathing Beauty                            | Noreen - mixto                      | George Sidney      | Sin acreditar             |
| 1944    | An American Romance                       | Acto de vodevil                     | King Vidor         | Sin acreditar             |
| 1944    | Mrs. Parkington                           | Bridget                             | Tay Garnett        | Sin acreditar             |
| 1944    | Thirty Seconds Over Tokyo                 | novia de Lt. Bob Gray               | Mervyn LeRoy       | Escenas eliminadas        |
| 1945    | The Southerner                            | Becky Devers                        | Jean Renoir        |                           |
| 1945    | Ziegfeld Follies                          | Ziegfeld girl                       | Vincente Minnelli  | Sin acreditar             |
| 1946    | Monsieur Beaucaire                        | Baronesa                            | George Marshall    | Sin acreditar             |
| 1947    | The Devil on Wheels                       | Sue Tanner                          | Crane Wilbur       |                           |
| 1947    | The Big Fix                               | Ann Taylor                          | James Flood        | Primer papel protagonista |
| 1947    | The Perils of Pauline                     |                                     | George Marshall    | Sin acreditar             |
| 1947    | The Red Stallion                          | Ellen Reynolds                      | Lesley Selander    |                           |
| 1948    | The Tender Years                          | Linda                               | Harold D. Schuster |                           |
| 1948    | Adventures of Casanova                    | Zanetta                             | Roberto Gavaldón   |                           |
| 1948    | Assigned to Danger                        | Bonnie Powers                       | Budd Boetticher    |                           |
| 1948    | The Checkered Coat                        | Betty Madden                        | Edward L. Cahn     |                           |
| 1950    | Storm over Wyoming                        | Chris Marvin                        | Lesley Selander    |                           |
| 1950    | Charlie's Haunt[cita requerida]           | Sally                               |                    |                           |
| 1952    | Aladdin and His Lamp                      | Flor de la pasión                   | Lew Landers        |                           |
| 1952    | Road Agent                                | Cora Drew                           | Lesley Selander    |                           |
| 1952    | We're Not Married!                        | La chica de la ensoñación de Hector | Edmund Goulding    | Sin acreditar             |
| 1953    | Phantom from Space                        | Barbara Randall                     | W. Lee Wilder      |                           |
| 1953    | The Body Beautiful                        | Laurie                              | Max Nosseck        |                           |
| 1956    | Giant                                     | Lona Lane                           | George Stevens     |                           |
| 1958    | The Lone Ranger and the Lost City of Gold | Mrs. Frances Henderson              | Lesley Selander    |                           |
| 1960    | Wake Me When It's Over                    | Marge Brubaker                      | Mervyn LeRoy       |                           |
| Fuente: |                                           |                                     |                    |                           |

## Apariciones en televisión
| Año       | Título                       | Papel                   | Notas                                               |
| --------- | ---------------------------- | ----------------------- | --------------------------------------------------- |
| 1951      | Fireside Theatre             |                         | "Going Home"                                        |
| 1952      | Hopalong Cassidy             | Noreen Thomas           | "Don Colorado"                                      |
| 1952–1955 | Four Star Playhouse          | Kathy/Leonora/Vendedora | 3 episodes                                          |
| 1953      | Your Favorite Story          |                         | "The Gold Bug"                                      |
| 1953      | The Lone Ranger              | Marianne Mornay         | "A Stage for Mademoiselle"                          |
| 1953      | My Hero                      | Peggy Buchanan          | "Cinderella's Revenge"                              |
| 1953      | Big Town                     |                         | "The Big Cheat"                                     |
| 1953      | Ramar of the Jungle          | Nancy Barton            | "The Unknown Terror"                                |
| 1953      | City Detective               | Louise                  | "The Rebel"                                         |
| 1954      | The Abbott and Costello Show | June Thomas             | "Fall Guy"                                          |
| 1955      | My Little Margie             | Countess Louise DuBois  | "Countess Margie"                                   |
| 1955–1957 | Schlitz Playhouse of Stars   | Mary Gerski             | "Pattern for Death" "Ambitious Cop"                 |
| 1956      | Dragnet                      |                         | "The Big Slug"                                      |
| 1956      | It's a Great Life            | Thelma Adams            | "The Yachting Party"                                |
| 1956      | The Charles Farrell Show     | Doris Mayfield          | 6 episodes                                          |
| 1956–1958 | The Lineup                   |                         | "The Vanishing Writer Case" "The Madcap McGee Case" |
| 1957      | State Trooper                | Cynthia Hayes           | "The Dancing Dowager"                               |
| 1958–1959 | Yancy Derringer              | Agatha Colton           | "Fire on the Frontier" "The Belle from Boston"      |
| 1959      | 77 Sunset Strip              | Lisa Reynolds           | "In Memoriam"                                       |
| 1960      | General Electric Theater     | Carol                   | "R.S.V.P"                                           |
| 1962      | The Dick Powell Show         | Mujer #1                | "Crazy Sunday"                                      |

## Trabajos
- By Love Fulfilled (1980)
- Agnès Sorel, Mistress of Beauty (2013)
- The Paris Diet (2015)
- Titans of the Muses: When Henry Miller Met Jean Renoir (2015)